# Globke-Plan
Der Anfang 1959 entworfene aber nicht offiziell veröffentlichte Globke-Plan, benannt nach dem Staatssekretär im Bundeskanzleramt Hans Globke, befasste sich mit einem möglichen Weg zur Wiedervereinigung. Es ist unklar, ob er dem Bundeskanzler Konrad Adenauer bei einem Gespräch mit dem US-amerikanischen Außenminister John Foster Dulles zur Grundlage diente. Er enthielt folgende Punkte: Innerhalb eines Jahres sollten in der Bundesrepublik Deutschland und der DDR freie  Wahlen unter Wiederzulassung verbotener Parteien stattfinden. Ganz Berlin sollte zu einer von den Vereinten Nationen gesicherten „Freien Stadt“ werden. Der Teil Deutschlands, welcher seinen Bündnisvertrag aufkündigt bzw. verlässt, würde daraufhin entmilitarisiert werden. Innerhalb von fünf Jahren sollten alle Deutschen in einer freien und bindenden Wahl über die Wiedervereinigung abstimmen. Für den Fall, dass sich ein Teil Deutschlands in dem Referendum mehrheitlich gegen die Wiedervereinigung entscheiden würde, bliebe Deutschland als Resultat auf unbestimmte Zeit geteilt. Berlin würde dementsprechend entweder zur Bundesrepublik oder zur DDR gehören, oder aber Freie Stadt bleiben. Im Fall, dass sich die Mehrheit in beiden deutschen Staaten für die Wiedervereinigung entschieden hätte, sollte das gesamtdeutsche Parlament entscheiden, welchem Verteidigungsbündnis (NATO oder Warschauer Pakt) Deutschland zukünftig angehört. Des Weiteren würde die Oder-Neiße-Linie als endgültige Ostgrenze anerkannt und das geeinte Deutschland würde an internationalen Sicherheitsvorkehrungen und Rüstungskontrollen teilnehmen. Die sowjetische Führung hätte mutmaßlich den Plan abgelehnt, da bei Durchführung des Plans die Entscheidung der Bevölkerung wahrscheinlich zugunsten des Westens ausgegangen wäre.